# General Dynamics X-62

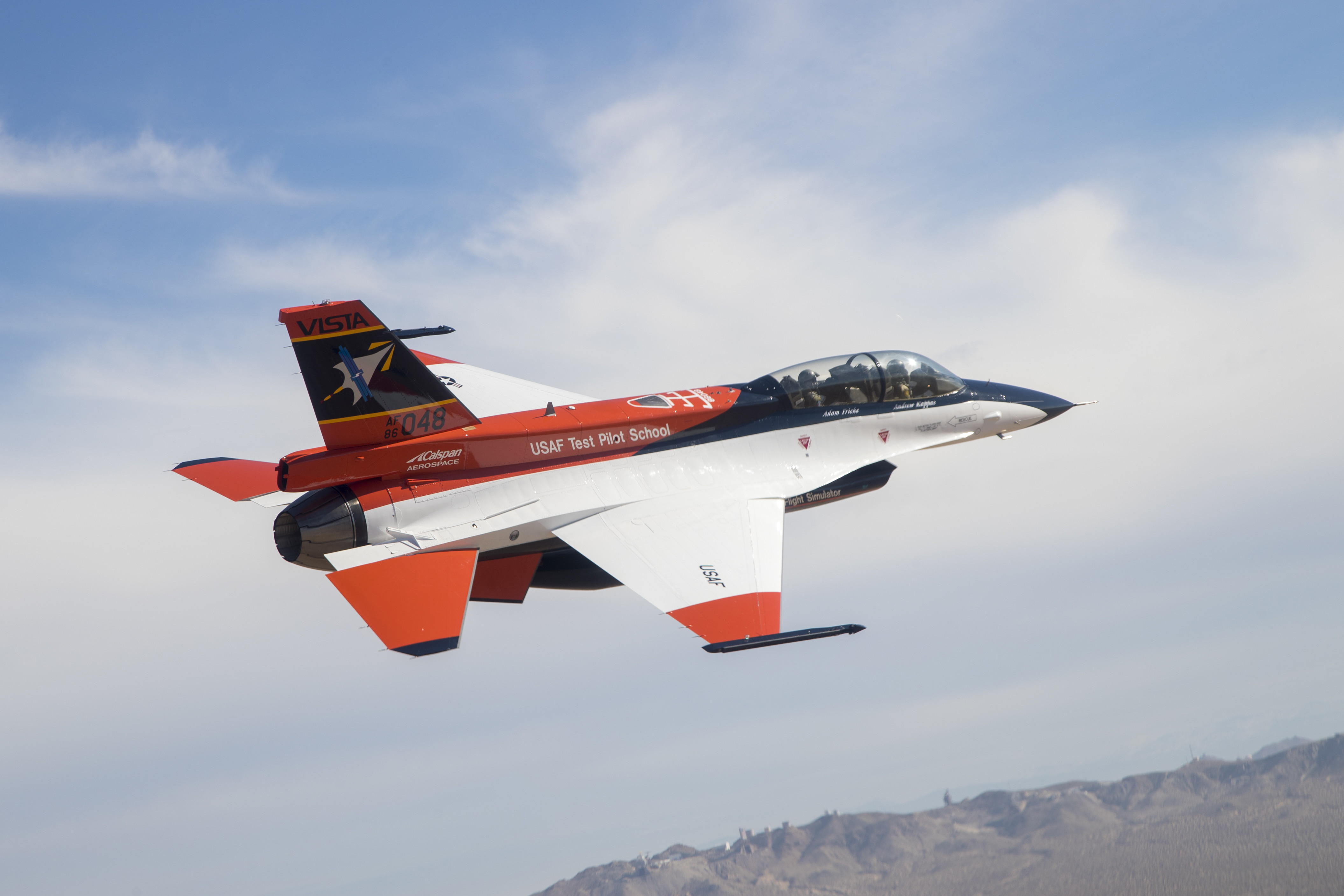
X-62 mit der aktuellen Farbgebung (seit 2019)

Die General Dynamics X-62 VISTA (Variable Stability In-flight Simulator Test Aircraft) ist ein Versuchsflugzeug auf Basis der F-16D Fighting Falcon. Das Projekt war ein Joint Venture von General Dynamics und der Firma Calspan im Auftrag der United States Air Force (USAF). Der Erstflug fand im April 1992 statt. Ursprünglich als NF-16D bezeichnet, wurde das Flugzeug am 14. Juni 2021 in X-62A umbenannt.

## Design und Entwicklung
Das NF-16D VISTA-Testbettflugzeug enthielt eine 3D-Schubvektorsteuerung, die eine aktivere Steuerung des Flugzeugs auch nach einem Strömungsabriss ermöglicht. Infolgedessen ist das Flugzeug supermanövrierfähig und behält die Neigungs- und Giersteuerung auch in Fluglagen bei, bei denen aufgrund des hohen Anstellwinkels eine Steuerung mir Rudern und Klappen nicht mehr möglich wäre.

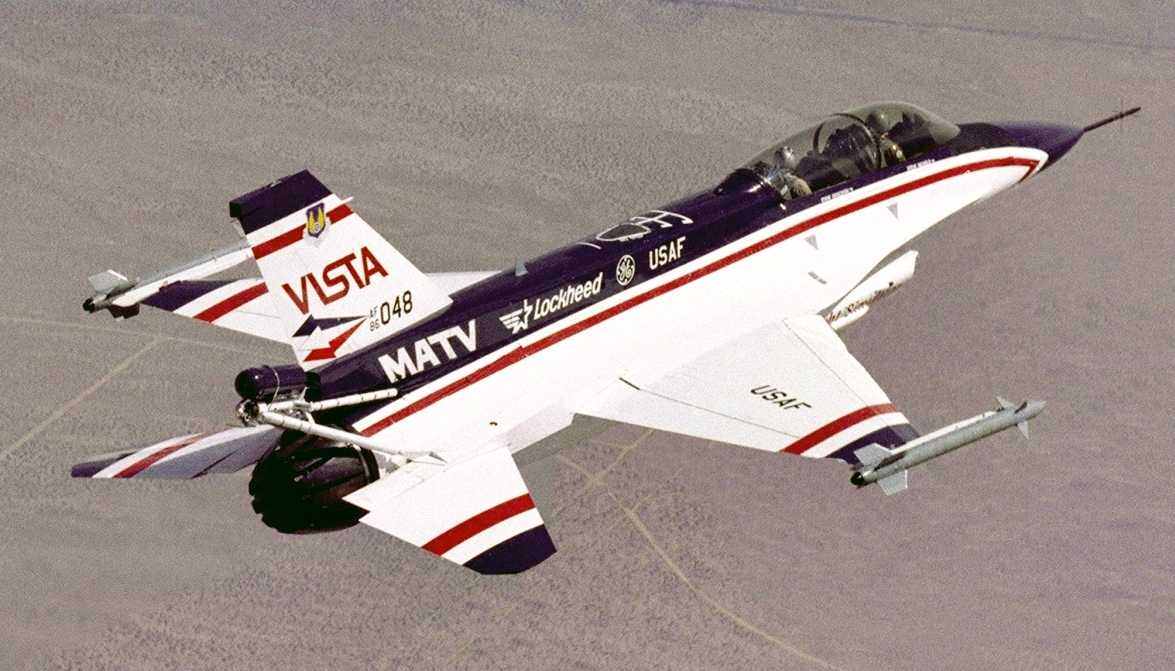
NF-16D VISTA mit der ursprünglichen Farbgebung (1991–2019)

Bei der NF-16D VISTA handelt es sich um eine F-16D Block 30 mit zweisitzigem Cockpit. Die NF-16D VISTA besitzt einen zusätzlichen Rumpf-Aufsatz zwischen Cockpit und Seitenleitwerk sowie ein extra verstärktes Fahrwerk, abgeleitet von dem der F-16C/D Block 40. Der Rücken-Aufsatz beherbergt den größten Teil der zusätzlichen technischen Geräte für Testinstrumentierung und die variable-Stabilität-Steuerung. Darüber hinaus verfügt das Flugzeug über einen zusätzlichen Fallschirm. Das verstärkte Fahrwerk ermöglicht die Simulation von Flugzeugen, die höhere Landesinkraten als eine typische F-16 aufweisen.

## Nutzung
Das VISTA-Flugzeug wird jetzt von der U.S. Air Force Test Pilot School benutzt. Es befindet sich auf der Edwards Air Force Base. Die Firma Calspan sorgt für Wartung und Pflege. Es wird regelmäßig in Lehrplänen für Studenten, wissenschaftliche Projekte und Flugerprobung verwendet. Das Flugzeug kann die Flugeigenschaften von verschiedenen anderen Flugzeugtypen simulieren. Je nach Bedarf simuliert es die Flugeigenschaften beispielsweise eines Delta-Flügelflugzeugs, eines Canard-Flugzeugs oder eines großen Frachtflugzeugs. Seit Juni 2021 läuft ein umfangreiches Upgrade-Programm. Das VISTA Simulationssystems (VSS) wird durch eine neuere, aktualisierte Version desselben Systems ersetzt. Zusätzlich wird ein System zur autonomen Steuerung der Simulation (SACS) hinzugefügt. Mit SACS kann die X-62 auch unbemannt fliegen und dient damit der Entwicklung von zukünftigen autonom operierenden unbemannten Kampfflugzeugen.
Eine wesentliche Errungenschaft des X-62-Programms war die Entwicklung von Sprachsteuerung und dem „Virtual HUD“, die beide schließlich in das Cockpit-Design der F-35 Lightning II integriert wurden.